# Audrey Lamothe
Audrey Lamothe (Montréal, 18 febbraio 2005) è una nuotatrice artistica canadese.

## Palmarès

### Coppa del Mondo
- 17 podi:
  - 1 vittoria (1 nel duo)
  - 6 secondi posti (4 nella gara a squadre e 2 nel duo)
  - 10 terzi posti (4 nella gara individuale, 3 nel duo e 3 nella gara a squadre)

#### Coppa del mondo - vittorie
| Data          | Luogo    | Paese    | Disciplina |
| ------------- | -------- | -------- | ---------- |
| 6 luglio 2024 | Budapest | Ungheria | Duo libero |